# Liberia na Letnich Igrzyskach Olimpijskich 1964
Liberię na Letnich Igrzyskach Olimpijskich 1964 reprezentował 1 zawodnik (mężczyzna). Nie zdobył on żadnego medalu na tych igrzyskach.

## Lekkoatletyka
- Wesley Johnson